# Воскобович Наталія Павлівна
Наталія Павлівна Воскобович (нар. 25 жовтня 1993, Мінськ, Білорусь) — білоруська футболістка, воротар російського клубу «Зірка-2005» та збірної Білорусі.

## Життєпис
Організовано займатися футболом розпочала в 16 років. З 2010 року виступала у вищій лізі Білорусі за клуб «Зорка-БДУ» (Мінськ), в його складі ставала срібним (2010, 2011, 2014, 2015, 2016 2017) та бронзовим (2012, 2013) призером чемпіонату країни, володаркою (2010, 2012) та фіналісткою (2011, 2014, 2015, 2016, 2017) Кубку Білорусі, володаркою Суперкубку країни (2010, 2013, 2017). Провела понад 100 матчів за свій клуб, в деяких з них виходила на поле польовим гравцем. У сезоні 2013 року відзначилася 9 голами, з них п'ять — у матчі проти клубу «Вікторія-86» (32:0). Двічі, в 2016 та 2017 років роках, визнавалася найкращою футболісткою Білорусі.
У 2018 році перейшла в «Мінськ», з яким завоювала два чемпіонські титули (2018, 2019) та два Кубки Білорусі (2018, 2019). У 2020 році стала срібним призером чемпіонату та фіналісткою Кубку країни. Брала участь в іграх жіночої Ліги чемпіонів (13 матчів).
У 2020 році стала єдиною професіональною футболісткою Білорусі, яка підписала звернення за проведення нових виборів президента і проти застосування сили до протестуючих.
У 2021 році разом з групою гравців з Білорусі перейшла в російський клуб «Зірка-2005» (Перм).
Виступала за молодіжну збірну Білорусі. З 2016 року грає за національну збірну.

## Особисте життя
Має старшого брату й молодшу сестру, яка теж займалася футболом.